# Olăneasca
Olăneasca – wieś w Rumunii, w okręgu Braiła, w gminie Salcia Tudor. W 2011 roku liczyła 385 mieszkańców.